# The Quietus
The Quietus, auch tQ, ist ein redaktionell unabhängiges, britisches Musik- und Popkulturmagazin, welches 2008 von John Doran und Luke Turner gegründet wurde und ausschließlich im Internet in englischer Sprache publiziert wird.

## Geschichte
The Quietus entstand 2008, initiiert von John Doran und Luke Turner und zu Beginn finanziert durch den britischen TV- und Telekommunikationsanbieter Sky. Nachdem Sky aufgrund der Weltfinanzkrise bereits während der Planungsphase die finanzielle Unterstützung einstellte, betrieben Doran und Turner die Seite selbst als Online-Plattform für Musik- und Popkulturthemen weiter.

## Inhaltliche Ausrichtung
The Quietus veröffentlicht thematisch übergreifende Beiträge freiberuflicher Journalisten und Kritiker unter der Leitung von John Doran in den Bereichen Musik, Film und Literatur sowie über Kunst und Kunstschaffende. Hinzu kommen Kritiken zu Veröffentlichungen von Musikgruppen und Musikern, die einen wesentlichen inhaltlichen Bestandteil darstellen.